# Heribert Barrera
Heribert Barrera i Costa (Barcelona, 6 de julio de 1917-Barcelona, 27 de agosto de 2011) fue un científico y político español, militante de Esquerra Republicana de Catalunya (ERC). Tras el fin de la guerra civil española se exilió en Francia, donde permaneció hasta 1952, cuando retornó con la tarea de reorganizar ERC en la clandestinidad. Tras el final de la dictadura franquista, se convirtió en el primer presidente del Parlamento de Cataluña.

## Biografía

### Primeros años
Nació el 6 de julio de 1917 en Barcelona, hijo de Martí Barrera, un diputado en el Parlamento de Cataluña y consejero de la Generalidad de Cataluña. Inició su carrera política en 1934, en el seno de la Federació Nacional d'Estudiants de Catalunya y en el bloque escolar nacionalista. Ingresó en las juventudes de ERC en 1935.
Durante la guerra civil española luchó defendiendo el bando republicano como soldado de artillería en los frentes de Aragón y del Segre. Al finalizar la contienda, en 1939, se exilió en Francia, donde permaneció hasta 1952.

### Exilio y franquismo
Licenciado en Ciencias Químicas por la Universidad de Barcelona, durante su exilio en Francia se licenciaría tanto en Física como en Matemáticas en la Universidad de Montpellier, y se doctoró en Ciencias Físicas en la Universidad de la Sorbona de París. Fue ingeniero químico en el Instituto Químico de Montpellier, de la Universidad de Montpellier. Fue también profesor adjunto y ayudante de curso en la Facultad de Ciencias de la Universidad de Montpellier, agregado de investigaciones del Centre National de la Recherche Scientifique francés y becario posdoctoral en la Universidad de New Hampshire, en Estados Unidos.
En 1952 regresó a España y asumió la tarea de reorganizar ERC en la clandestinidad, erigiéndose como líder del partido en el interior. En 1976 fue elegido secretario general de ERC, cargo que ocupó hasta 1987. Fue catedrático contratado de Química Inorgánica en la Universidad Autónoma de Barcelona en 1970.

### Transición y democracia
Fue diputado del Congreso de los Diputados entre 1977 y 1980. En 1980 fue elegido diputado del Parlamento de Cataluña, escaño que mantuvo hasta 1988, liderando las listas de ERC, que obtuvo 14 diputados. Durante ese período fue presidente del Parlamento de Cataluña entre 1980 y 1984. Entre 1991 y 1994 fue diputado del Parlamento Europeo (Barrera había sido el número dos de la coalición Por la Europa de los Pueblos; los acuerdos electorales con el resto de socios establecieron que en 1991 Carlos Garaikoetxea, de Eusko Alkartasuna (EA) y número uno de la lista, abandonara su escaño en el europarlamento cediéndoselo a Barrera). En 1991 fue elegido presidente de ERC, cargo que ocupó hasta 1995.

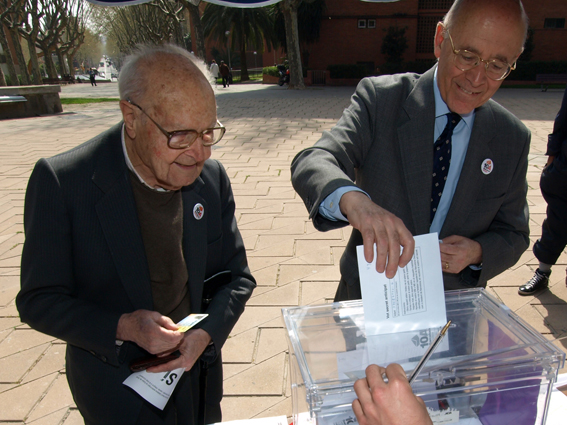
Barrera con Joan Rigol en 2011

El 10 de julio de 2010, Barrera estuvo en cabeza de la manifestación soberanista que recorrió las calles de Barcelona en respuesta al fallo del Tribunal Constitucional sobre los recursos interpuestos al Estatuto de autonomía de Cataluña de 2006.
Fue miembro del consejo consultivo de Òmnium Cultural. Había sido presidente del Club de Amigos de la UNESCO de Barcelona. Entre 1989 y 1997 fue presidente del Ateneo Barcelonés, del que fue presidente honorario hasta su muerte Entre 1997 y 2003 fue presidente de la Asociación de Antiguos Diputados al Parlamento de Cataluña.
En el año 2000 recibió la Medalla de Honor del Parlamento de Cataluña. Activo en su militancia hasta el final, murió en el Hospital de Barcelona en agosto de 2011, y fue enterrado en el cementerio general de Reus en una capilla de la familia de su mujer.

### Obra y reconocimientos
Fue autor de varios trabajos científicos que publicó en numerosas revistas especializadas, tanto francesas como estadounidenses y británicas a lo largo de cuarenta años, entre 1944 y 1984.
Obtuvo el Premio Prat de la Riba del Instituto de Estudios Catalanes por su trabajo "Nuevas contribuciones a la síntesis de ácidos arilalifáticos y a la teoría de la acilación intramolecular".
Fue presidente de la Sociedad Catalana de Ciencias Físicas, Químicas y Matemáticas. Fue hasta su muerte miembro emérito del Instituto de Estudios Catalanes y fue presidente de la sección de Ciencias de dicho organismo. También fue miembro de las sociedades nacionales de Química de Francia y Estados Unidos.
Galardonado en 2012 a título póstumo con la medalla de oro de la ciudad de Barcelona, el pleno del Ayuntamiento de Barcelona aprobó en 2020 la retirada del reconocimiento, alegándose por parte del grupo Barcelona pel Canvi declaraciones «fascistas y racistas» efectuadas por Barrera en el pasado.

### Polémicas

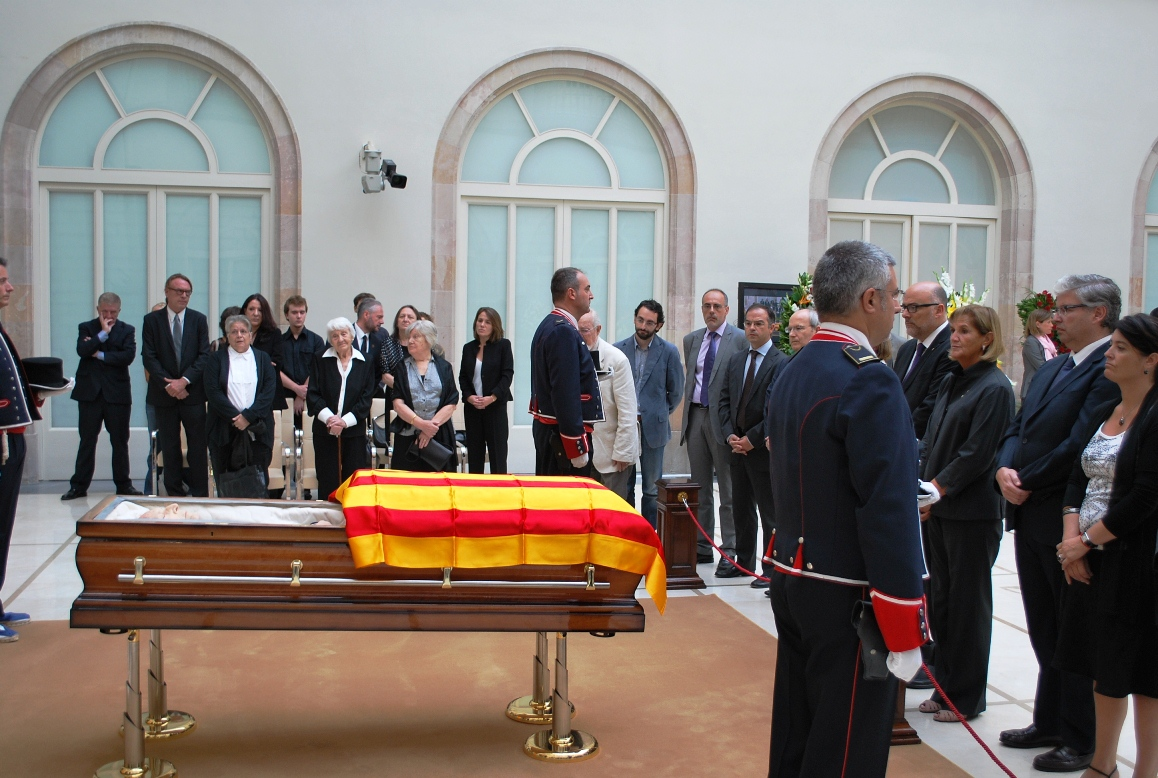
Capilla ardiente de Heribert Barrera en agosto de 2011

En 2001 se publicó un libro de Enric Vila sobre la figura del político, un compendio de pensamientos y manifestaciones de Heribert Barrera bajo el título Què pensa Heribert Barrera? (¿Qué piensa Heribert Barrera?) y que llamó la atención por su racismo y xenofobia, actitudes generalmente atribuidas a la extrema derecha. Entre las frases más citadas: «En América, los negros tienen un coeficiente inferior al de los blancos», «se debería esterilizar a los débiles mentales de origen genético» o la apología de los argumentos del líder ultraderechista austríaco Jörg Haider: «cuando dice que en Austria hay demasiados extranjeros no está haciendo una proclama racista». Miembros de ERC como Josep Lluís Carod Rovira y el expresidente Jordi Pujol se desmarcaron de sus postulados xenófobos.
En 2001, Barrera expresó públicamente su alejamiento con las posiciones de la dirección de ERC, que le abrió un expediente y le suspendió de militancia.
Algunos de estos puntos de vista también aparecieron en una entrevista en El Periódico de Catalunya cuando defendió la esterilización del que es «débil mental a causa de un factor genético», o «antes hay que salvar a Cataluña que a la democracia» y que «el bilingüismo implica la desaparición de Cataluña como nación», que también están testimoniados en registros televisivos.
El pensamiento de los últimos años de Barrera recibió el apoyo de Josep Anglada, entonces líder del partido xenófobo Plataforma per Catalunya (PxC) quien, a su muerte, le rindió homenaje cuando visitó la capilla ardiente situada en el Parlamento de Cataluña.